# Петсі Галлахер
Петсі Галлахер (англ. Patsy Gallacher, нар. 16 березня 1891, Рамелтон, Ірландія — пом. 17 червня 1953, Мілфорд, Ірландія) — ірландський футболіст, що грав на позиції правого нападника. Відомий, зокрема, виступами за «Селтік».

## Біографія

### Ранні роки
Патрік Галлахер народився 16 березня 1891 року в Рамелтоні, Ірландія. Коли йому було 3 роки його сім'я переїхала до Шотландії. В футбол петсі почав грати ще у початковій школі в Глазго. Пізніше він потрапив до юніорської команди «Клайдбанка», де почав привертати увагу серйозніших клубів. Найактивніше ним цікавились «Клайд» та «Селтік». Усі відзначали талант юнака, проте сумнівалися через його худорлявість. Глазвегіанський клуб попри сумніви вирішив ризикнути і 25 жовтня 1911 року підписав Патріка.

### Клубна кар'єра
В «Селтіку» Петсі Галлахер швидко доріс до рівня першої команди і дебютував в основному складі 21 грудня 1911 року в матчі проти «Сент-Міррена». Через шість місяців Галлахер здобув свій перший трофей, коли «кельти» у фіналі Кубка Шотландії перемогли «Клайд» 2-0. Загалом у «Селтіку» він провів 15 років і зіграв 569 ігор в усіх турнірах (432 гри, 187 гола в чемпіонаті Шотландії). На сьогоднішній день Петсі шостий у списку голеадорів «Селтіка» після Джиммі Макгрорі, Боббі Леннокса, Генріка Ларссона, Стіві Чалмерса та Джиммі Квінна.
12 липня 1926 року керівництво «Селтіка» без попередження звільнило Петсі. Тодішній тренер кельтів Віллі Мейлі вважав, що Галлахер скоро вже буде не здатен грати на професійному рівні. В жовтні 1926-го ветеран перейшов до «Фолкерка», де провів наступні шість років, завершивши кар'єру 30 квітня 1932 року.

## Титули і досягнення
- Чемпіонат Шотландії
  - Чемпіон (6): 1913–14, 1914–15, 1915–16, 1916–17, 1918–19, 1921–22
  - Срібний призер (5): 1911–12, 1912–13, 1917–18, 1919–20, 1920–21
- Кубок Шотландії
  - Володар (4): 1911–12, 1913–14, 1922–23, 1924–25